# Fédération sud-coréenne de rugby à XV
La Fédération sud-coréenne de rugby à XV (officiellement en anglais : Korea Rugby Union, en coréen : 대한럭비협회) est l'instance qui régit l'organisation du rugby à XV en Corée du Sud.

## Historique
La Korea Rugby Football Union est fondée en 1946.
Elle est membre du Comité olympique sud-coréen depuis 1953.
Le 15 décembre 1968 à Bangkok, l'Asian Rugby Football Union est fondée à l'initiative des fédérations de Hong Kong, du Japon, et de la Thaïlande, afin de créer un championnat annuel rassemblant les équipes nationales asiatiques. Cinq autres fédérations, dont celle de Corée du Sud, font également partie des fondateurs de cet organisme destiné à régir l'organisation du rugby sur le continent asiatique.
La fédération sud-coréenne devient ensuite en 1988 membre de l'International Rugby Board, organisme international du rugby à XV,. Du point de vue de cette dernière, elle est désignée comme représentante de la Corée et non de la Corée du Sud.
Elle intègre en 1990 la Fédération internationale de rugby amateur, avant d'en être radiée en 1997, deux ans avant que cette dernière ne réduise son périmètre d'action au continent européen.
En 1999, la Korea Rugby Football Union est renommée Korea Rugby Union.

## Identité visuelle
Le logo de la fédération met en avant une fleur de mugunghwa, fleur nationale de Corée du Sud et symbole traditionnel du rugby sud-coréen.
L'apparence du logo est modifiée en septembre 2015. Après une mise à jour éphémère en mars 2021, un nouveau logo est adopté en juin, associant la fleur de mugunghwa à un tigre coréen en forme de péninsule coréenne. Alors qu'un nouveau président entre en exercice en 2025, un logo faisant écho à une ancienne version est mis en place, abandonnant le tigre coréen et remettant en valeur la fleur nationale.

Évolution du logo
Logo abandonné en mai 2015.
Logo de mai 2015 à septembre 2015.
Logo de septembre 2015 à mars 2021.
Logo de mars 2021 à juin 2021.
Logo instauré de juin 2021 à mars 2025.
Logo instauré en mars 2025.

## Présidents
Parmi les personnes se succédant au poste de président de la fédération, on retrouve :
- Lee Sang Woong (23e président)[13]
- janvier 2021 à janvier 2025 : Choi Yoon (ko) (24e président)[13]
- élu en janvier 2025 : Sim Yeong Bok (25e président)[14]